# Liste der Finanzminister von Frankreich
Der Finanzminister spielt eine wichtige Rolle innerhalb der französischen Regierung.
Das französische Ministerium für Wirtschaft, Finanzen und Arbeit steht in einer langen Tradition und kennt eine große Zahl von Titeln.
Unter dem Ancien Régime waren die Finanzen in der Hand des Surintendant des Finances („Aufseher der Finanzen“), später des Contrôleur général des finances („Generalkontrolleur der Finanzen“). Während der Polysynodie 1715–1718 wurde das Amt durch den Conseil de finances (Finanzrat) ersetzt. Jacques Necker durfte als Protestant nicht die Rolle des Generalkontrolleurs bekleiden, weshalb er als Generalfinanzdirektor eine weniger angesehene Position innehatte. 1791 wurde das Amt durch die konstitutionelle Regierung im Zuge der Französischen Revolution durch den Posten des Finanzministers ersetzt. Dieses Amt wurde zwar 1794 abgeschafft, aber bereits 1795 mit dem Beginn des Direktoriums wieder eingeführt.

## Vor der Berufung eines Surintendanten (1518 bis 1561)
|                                                           | Beginn | Ende |
| Jacques de Beaune, Herr von Semblançay                    | 1518   | 1524 |
| Philibert Babou, seigneur de Givray et de La Bourdaisière | 1524   | 1544 |
| Jean du Thier, seigneur de Beauregard                     | 1544   | 1546 |
| Claude Annebaut                                           | 1546   | 1552 |
| Jean d’Avançon                                            | 1552   | 1559 |
| Charles de Lorraine de Guise, Kardinal von Lothringen     | 1559   | 1567 |

## Surintendant des Finances (1561 bis 1661)
| Surintendant | Beginn          | Ende          |
| Artus de Cossé, comte de Secondigny und Louis d'Ongnyes, comte de Chaulnes | 1561            | 1567          |
| René de Birague | 1567            | 1572          |
| Pomponne de Bellièvre, seigneur de Grignon | 1572            | 1577          |
| François d’O, marquis de Maillebois | 1578            | 1594          |
| Direktorium (Pomponne de Bellièvre, Henri I. de Montmorency, Albert de Gondi, Gaspard de Schomberg, Jacques de la Grange-le-Roy, Pierre Forget de Fresnes, Philippe Hurault de Cheverny und Nicolas de Harlay de Sancy) | 1594            | 1598          |
| Maximilien de Béthune, baron de Rosny | 1598            | 1611          |
| Direktorium (Guillaume de L’Aubespine, Pierre Jeannin und Jacques-Auguste de Thou) | Januar 1611     | 1616          |
| Pierre Jeannin, baron de Montjeu | Mai 1616        | 1619          |
| Henri de Schomberg, comte de Nanteuil | September 1619  | 1623          |
| Charles I. de La Vieuville | Januar 1623     | 1624          |
| Jean Bochart, seigneur de Champigny | August 1624     | Januar 1626   |
| Michel de Marillac | August 1624     | Juni 1626     |
| François Sublet, seigneur des Noyers, baron de Dangu | 1626            | 1626          |
| Antoine Coëffier de Ruzé, marquis d’Effiat | Juni 1626       | 1632          |
| Claude de Bullion | Juli 1632       | 1640          |
| Claude Bouthillier, seigneur du Pont et de Fossigny | Juli 1632       | 10. Juni 1643 |
| Claude de Mesmes, comte d’Avaux | 10. Juni 1643   | 1647          |
| Nicolas Bailleul | 10. Juni 1643   | 1647          |
| Michel Particelli d’Émery | 18. Juni 1647   | 1648          |
| Charles de La Porte, duc de la Meilleraye | Juli 1648       | 1649          |
| Michel Particelli d'Émery (2. Mal) | 1649            | 1650          |
| Claude de Mesmes, comte d’Avaux | 1649            | 1650          |
| René de Longueil, marquis de Maisons | 25. Mai 1650    | 1651          |
| Charles I. de La Vieuville (2. Mal) | Juli 1651       | 1653          |
| Abel Servien | 8. Februar 1653 | 1659          |
| Nicolas Fouquet | 8. Februar 1653 | 1661          |

## Generalkontrolleure der Finanzen (1661 bis 1791)
| Contrôleur général                                    | Beginn             | Ende               |
| Jean-Baptiste Colbert                                 | 1661               | 1683               |
| Claude Le Pelletier                                   | 1684               | 1689               |
| Louis II. Phélypeaux de Pontchartrain                 | 1689               | 1699               |
| Michel de Chamillart                                  | 5. September 1699  | 20. Februar 1708   |
| Nicolas Desmarets, marquis de Maillebois              | 20. Februar 1708   | 15. September 1715 |
| Adrien-Maurice de Noailles (Präsident des Finanzrats) | 1. Oktober 1715    | 28. Januar 1718    |
| Marc René d’Argenson                                  | 28. Januar 1718    | 5. Januar 1720     |
| John Law                                              | 5. Januar 1720     | 28. Mai 1720       |
| Michel Robert Le Peletier des Forts (Finanzkommissar) | 28. Mai 1720       | 11. Dezember 1720  |
| Félix Le Pelletier de La Houssaye                     | 11. Dezember 1720  | 21. April 1722     |
| Charles Gaspard Dodun                                 | 21. April 1722     | 14. Juni 1726      |
| Michel Robert Le Peletier des Forts                   | 14. Juni 1726      | 19. März 1730      |
| Philibert Orry                                        | 19. März 1730      | 5. Dezember 1745   |
| Jean-Baptiste de Machault d’Arnouville                | 6. Dezember 1745   | 30. Juli 1754      |
| Jean Moreau de Séchelles                              | 30. Juli 1754      | 24. April 1756     |
| François Marie Peyrenc de Moras                       | 24. April 1756     | 25. August 1757    |
| Jean de Boullonges                                    | 25. August 1757    | 4. März 1759       |
| Étienne de Silhouette                                 | 4. März 1759       | 21. November 1759  |
| Henri-Léonard Bertin                                  | 23. November 1759  | 14. Dezember 1763  |
| Clément Charles François de Laverdy                   | 14. Dezember 1763  | 20. September 1768 |
| Étienne Mainon d'Invault                              | 22. September 1768 | 19. Dezember 1769  |
| Joseph Marie Terray                                   | 22. Dezember 1769  | 24. August 1774    |
| Anne Robert Jacques Turgot, baron de l’Aulne          | 24. August 1774    | 12. Mai 1776       |
| Jean Étienne Bernard Ogier de Clugny                  | 21. Mai 1776       | 18. Oktober 1776   |
| Louis-Gabriel Taboureau des Réaux                     | 21. Oktober 1776   | 29. Juni 1777      |
| Jacques Necker (Generalfinanzdirektor)                | 29. Juni 1777      | 19. Mai 1781       |
| Jean-François Joly de Fleury                          | 21. Mai 1781       | 29. März 1783      |
| Henri François de Paule Lefèvre d'Ormesson            | 29. März 1783      | 1. November 1783   |
| Charles Alexandre de Calonne                          | 3. November 1783   | 9. April 1787      |
| Michel Bouvard de Fourqueux                           | 10. April 1787     | 1. Mai 1787        |
| Étienne Charles de Loménie de Brienne                 | 1. Mai 1787        | 25. August 1788    |
| Jacques Necker (Generalfinanzdirektor)                | 26. August 1788    | 13. Juli 1789      |
| Louis Auguste Le Tonnelier de Breteuil                | 13. Juli 1789      | 16. Juli 1789      |
| Jacques Necker (Generalfinanzdirektor)                | 16. Juli 1789      | 4. September 1790  |
| Charles Claude Guillaume Lambert                      | 4. September 1790  | 4. Dezember 1790   |
| Claude Antoine Valdec de Lessart                      | 4. Dezember 1790   | 27. April 1791     |

## Finanzminister, Erste Republik (1791 bis 1799)
| Minister                                 | Beginn           | Ende              |
| Claude Antoine Valdec de Lessart         | 27. April 1791   | 29. Mai 1791      |
| Louis Hardouin Tarbé                     | 29. Mai 1791     | 24. März 1792     |
| Étienne Clavière                         | 24. März 1792    | 13. Juni 1792     |
| Antoine Duranthon                        | 13. Juni 1792    | 18. Juni 1792     |
| Jules Émile François Hervé de Beaulieu   | 18. Juni 1792    | 29. Juli 1792     |
| Joseph Delaville-Leroulx                 | 29. Juli 1792    | 10. August 1792   |
| Étienne Clavière                         | 10. August 1792  | 13. Juni 1793     |
| Louis Grégoire Des Champs des Tournelles | 13. Juni 1793    | 20. April 1794    |
| unbesetzt                                | 20. April 1794   | 8. November 1795  |
| Guillaume-Charles Faipoult               | 8. November 1795 | 14. Februar 1796  |
| Jacques Ramel de Nogaret                 | 14. Februar 1796 | 20. Juli 1799     |
| Robert Lindet                            | 20. Juli 1799    | 10. November 1799 |

## Finanzminister (1799–1848)
| Martin Michel Charles Gaudin, duc de Gaëte        | 10. November 1799  | 1. April 1814      |
| Joseph Dominique, baron Louis                     | 3. April 1814      | 20. März 1815      |
| Martin Michel Charles Gaudin, duc de Gaëte        | 20. März 1815      | 7. Juli 1815       |
| Joseph Dominique, baron Louis                     | 9. Juli 1815       | 26. September 1815 |
| Louis Emmanuel, comte Corvetto                    | 26. September 1815 | 7. Dezember 1818   |
| Antoine Roy                                       | 7. Dezember 1818   | 29. Dezember 1818  |
| Joseph Dominique, baron Louis                     | 29. Dezember 1818  | 19. November 1819  |
| Antoine Roy                                       | 19. November 1819  | 14. Dezember 1821  |
| Jean-Baptiste de Villèle                          | 14. Dezember 1821  | 4. Januar 1828     |
| Antoine Roy                                       | 4. Januar 1828     | 8. August 1829     |
| Christophe, comte de Chabrol de Crouzol           | 8. August 1829     | 19. Mai 1830       |
| Guillaume Isidore, comte de Montbel               | 19. Mai 1830       | 31. Juli 1830      |
| Joseph Dominique, baron Louis                     | 31. Juli 1830      | 2. November 1830   |
| Jacques Laffitte                                  | 2. November 1830   | 13. März 1831      |
| Joseph Dominique, baron Louis                     | 13. März 1831      | 11. Oktober 1832   |
| Jean-Georges Humann                               | 11. Oktober 1832   | 10. November 1834  |
| Hippolyte Passy                                   | 10. November 1834  | 18. November 1834  |
| Jean-Georges Humann                               | 18. November 1834  | 18. Januar 1836    |
| Antoine, comte d'Argout                           | 18. Januar 1836    | 6. September 1836  |
| Charles Marie Tanneguy Duchâtel                   | 6. September 1836  | 15. April 1837     |
| Jean Pierre Joseph Lacave-Laplagne                | 15. April 1837     | 31. März 1839      |
| Jean-Élie Gautier                                 | 31. März 1839      | 12. Mai 1839       |
| Hippolyte Passy                                   | 12. Mai 1839       | 1. März 1840       |
| Privat Joseph Claramont, comte Pelet de la Lozère | 1. März 1840       | 29. Oktober 1840   |
| Jean-Georges Humann                               | 29. Oktober 1840   | 25. April 1842     |
| Jean Pierre Joseph Lacave-Laplagne                | 25. April 1842     | 9. Mai 1847        |
| Pierre Sylvain Dumon                              | 9. Mai 1847        | 24. Februar 1848   |

## Finanzminister, Zweite Republik (1848 bis 1852)
| Michel Goudchaux                  | 24. Februar 1848  | 5. März 1848      |
| Louis Antoine Garnier-Pagès       | 5. März 1848      | 11. Mai 1848      |
| Charles Duclerc                   | 11. Mai 1848      | 28. Juni 1848     |
| Michel Gouchaux                   | 28. Juni 1848     | 25. Oktober 1848  |
| Ariste Jacques Trouvé-Chauvel     | 25. Oktober 1848  | 20. Dezember 1848 |
| Hippolyte Passy                   | 20. Dezember 1848 | 31. Oktober 1849  |
| Achille Fould                     | 31. Oktober 1849  | 24. Januar 1851   |
| Charles Lebègue, comte de Germiny | 24. Januar 1851   | 10. April 1851    |
| Achille Fould                     | 10. April 1851    | 26. Oktober 1851  |
| Antoine Blondel                   | 26. Oktober 1851  | 23. November 1851 |
| François, comte de Casabianca     | 23. November 1851 | 3. Dezember 1851  |

## Finanzminister, Zweites Kaiserreich (1851–1870)
| Achille Fould               | 3. Dezember 1851  | 22. Januar 1852   |
| Jean Bineau                 | 22. Januar 1852   | 3. Februar 1855   |
| Pierre Magne                | 3. Februar 1855   | 26. November 1860 |
| Adolphe Forcade La Roquette | 26. November 1860 | 14. November 1861 |
| Achille Fould               | 14. November 1861 | 20. Januar 1867   |
| Eugène Rouher               | 20. Januar 1867   | 13. November 1867 |
| Pierre Magne                | 13. November 1867 | 2. Januar 1870    |
| Louis-Joseph Buffet         | 2. Januar 1870    | 14. April 1870    |
| Émile Alexis Segris         | 14. April 1870    | 10. August 1870   |
| Pierre Magne                | 10. August 1870   | 4. September 1870 |

## Finanzminister, Dritte Republik (1870 bis 1940)
| Ernest Picard              | 4. September 1870  | 19. Februar 1871   |
| Louis-Joseph Buffet        | 19. Februar 1871   | 25. Februar 1871   |
| Augustin Pouver-Quertier   | 25. Februar 1871   | 5. März 1872       |
| Marc-Eugène de Goulard     | 6. März 1872       | 7. Dezember 1872   |
| Léon Say                   | 7. Dezember 1872   | 25. Mai 1873       |
| Pierre Magne               | 25. Mai 1873       | 20. Juli 1874      |
| Pierre Mathieu-Bodet       | 20. Juli 1874      | 10. März 1875      |
| Léon Say                   | 10. März 1875      | 17. Mai 1877       |
| Eugène Caillaux            | 17. Mai 1877       | 23. November 1877  |
| François Dutilleul         | 23. November 1877  | 13. Dezember 1877  |
| Léon Say                   | 13. Dezember 1877  | 28. Dezember 1879  |
| Joseph Magnin              | 28. Dezember 1879  | 14. November 1881  |
| François Allain-Targé      | 14. November 1881  | 30. Januar 1882    |
| Léon Say                   | 30. Januar 1882    | 7. August 1882     |
| Pierre Tirard              | 7. August 1882     | 6. April 1885      |
| Jean-Jules Clamageran      | 6. April 1885      | 16. April 1885     |
| Marie François Sadi Carnot | 16. April 1885     | 11. Dezember 1886  |
| Albert Dauphin             | 11. Dezember 1886  | 30. Mai 1887       |
| Maurice Rouvier            | 30. Mai 1887       | 12. Dezember 1887  |
| Pierre Tirard              | 12. Dezember 1887  | 3. April 1888      |
| Paul Peytral               | 3. April 1888      | 22. Februar 1889   |
| Maurice Rouvier            | 22. Februar 1889   | 12. Dezember 1892  |
| Pierre Tirard              | 13. Dezember 1892  | 4. April 1893      |
| Paul Peytral               | 4. April 1893      | 3. Dezember 1893   |
| Auguste Burdeau            | 3. Dezember 1893   | 30. Mai 1894       |
| Raymond Poincaré           | 30. Mai 1894       | 26. Januar 1895    |
| Alexandre Ribot            | 26. Januar 1895    | 1. November 1895   |
| Paul Doumer                | 1. November 1895   | 29. April 1896     |
| Georges Cochery            | 29. April 1896     | 28. Juni 1898      |
| Paul Peytral               | 28. Juni 1898      | 22. Juni 1899      |
| Joseph Caillaux            | 22. Juni 1899      | 7. Juni 1902       |
| Maurice Rouvier            | 7. Juni 1902       | 17. Juni 1905      |
| Pierre Merlou              | 17. Juni 1905      | 14. März 1906      |
| Raymond Poincaré           | 14. März 1906      | 25. Oktober 1906   |
| Joseph Caillaux            | 25. Oktober 1906   | 24. Juli 1909      |
| Georges Cochery            | 24. Juli 1909      | 3. November 1910   |
| Louis-Lucien Klotz         | 3. November 1910   | 2. März 1911       |
| Joseph Caillaux            | 2. März 1911       | 27. Juni 1911      |
| Louis-Lucien Klotz         | 27. Juni 1911      | 22. März 1913      |
| Charles Dumont             | 22. März 1913      | 9. Dezember 1913   |
| Joseph Caillaux            | 9. Dezember 1913   | 17. März 1914      |
| René Renoult               | 17. März 1914      | 9. Juni 1914       |
| Étienne Clémentel          | 9. Juni 1914       | 13. Juni 1914      |
| Joseph Noulens             | 13. Juni 1914      | 26. August 1914    |
| Alexandre Ribot            | 26. August 1914    | 20. März 1917      |
| Joseph Thierry             | 20. März 1917      | 12. September 1917 |
| Louis-Lucien Klotz         | 12. September 1917 | 20. Januar 1920    |
| Frédéric François-Marsal   | 20. Januar 1920    | 16. Januar 1921    |
| Paul Doumer                | 16. Januar 1921    | 15. Januar 1922    |
| Charles de Lasteyrie       | 15. Januar 1922    | 29. März 1924      |
| Frédéric François-Marsal   | 29. März 1924      | 14. Juni 1924      |
| Étienne Clémentel          | 14. Juni 1924      | 3. April 1925      |
| Anatole de Monzie          | 3. April 1925      | 17. April 1925     |
| Joseph Caillaux            | 17. April 1925     | 29. Oktober 1925   |
| Paul Painlevé              | 29. Oktober 1925   | 28. November 1925  |
| Louis Loucheur             | 28. November 1925  | 16. Dezember 1925  |
| Paul Doumer                | 16. Dezember 1925  | 9. März 1926       |
| Raoul Péret                | 9. März 1926       | 23. Juni 1926      |
| Joseph Caillaux            | 23. Juni 1926      | 19. Juli 1926      |
| Anatole de Monzie          | 19. Juli 1926      | 23. Juli 1926      |
| Raymond Poincaré           | 23. Juli 1926      | 11. November 1928  |
| Henry Chéron               | 11. November 1928  | 21. Februar 1930   |
| Charles Dumont             | 21. Februar 1930   | 2. März 1930       |
| Paul Reynaud               | 2. März 1930       | 13. Dezember 1930  |
| Louis Germain-Martin       | 13. Dezember 1930  | 27. Januar 1931    |
| Pierre Étienne Flandin     | 27. Januar 1931    | 3. Juni 1932       |
| Louis Germain-Martin       | 3. Juni 1932       | 18. Dezember 1932  |
| Henry Chéron               | 18. Dezember 1932  | 31. Januar 1933    |
| Georges Bonnet             | 31. Januar 1933    | 30. Januar 1934    |
| François Piétri            | 30. Januar 1934    | 4. Februar 1934    |
| Paul Marchandeau           | 4. Februar 1934    | 9. Februar 1934    |
| Louis Germain-Martin       | 9. Februar 1934    | 1. Juni 1935       |
| Joseph Caillaux            | 1. Juni 1935       | 7. Juni 1935       |
| Marcel Régnier             | 7. Juni 1935       | 4. Juni 1936       |
| Vincent Auriol             | 4. Juni 1936       | 22. Juni 1937      |
| Georges Bonnet             | 22. Juni 1937      | 18. Januar 1938    |
| Paul Marchandeau           | 18. Januar 1938    | 13. März 1938      |
| Léon Blum                  | 13. März 1938      | 10. April 1938     |
| Paul Marchandeau           | 10. April 1938     | 1. November 1938   |
| Paul Reynaud               | 1. November 1938   | 21. März 1940      |
| Lucien Lamoureux           | 21. März 1940      | 5. Juni 1940       |
| Yves Bouthillier           | 5. Juni 1940       | 18. April 1942     |
| Pierre Cathala             | 18. April 1942     | 20. August 1944    |

## Exilregierung (1941 bis 1944)
| Kommissar                 | Beginn             | Ende              |
| René Pleven               | 24. September 1941 | 17. Oktober 1942  |
| André Diethelm            | 17. Oktober 1942   | 7. Juni 1943      |
| Maurice Couve de Murville | 7. Juni 1943       | 9. November 1943  |
| Pierre Mendès France      | 9. November 1943   | 4. September 1944 |

## Finanzminister, Vierte Republik (1946 bis 1958)
| Minister                 | Beginn             | Ende               |
| Aimé Lepercq             | 4. September 1944  | 9. November 1944   |
| René Pleven              | 16. November 1944  | 26. Januar 1946    |
| André Philip             | 26. Januar 1946    | 24. Juni 1946      |
| Robert Schuman           | 24. Juni 1946      | 18. Dezember 1946  |
| André Philip             | 18. Dezember 1946  | 22. Januar 1947    |
| Robert Schuman           | 22. Januar 1947    | 24. November 1947  |
| René Mayer               | 24. November 1947  | 26. Juli 1948      |
| Paul Reynaud             | 26. Juli 1948      | 5. September 1948  |
| Christian Pineau         | 5. September 1948  | 11. September 1948 |
| Henri Queuille           | 11. September 1948 | 12. Januar 1949    |
| Maurice Petsche          | 12. Januar 1949    | 11. August 1951    |
| René Mayer               | 11. August 1951    | 20. Januar 1952    |
| Edgar Faure              | 20. Januar 1952    | 8. März 1952       |
| Antoine Pinay            | 8. März 1952       | 8. Januar 1953     |
| Maurice Bourgès-Maunoury | 8. Januar 1953     | 28. Juni 1953      |
| Edgar Faure              | 28. Juni 1953      | 20. Januar 1955    |
| Robert Buron             | 20. Januar 1955    | 23. Februar 1955   |
| Pierre Pflimlin          | 23. Februar 1955   | 1. Februar 1956    |
| Robert Lacoste           | 1. Februar 1956    | 14. Februar 1956   |
| Paul Ramadier            | 14. Februar 1956   | 13. Juni 1957      |
| Félix Gaillard           | 13. Juni 1957      | 6. November 1957   |
| Pierre Pflimlin          | 6. November 1957   | 14. Mai 1958       |
| Edgar Faure              | 14. Mai 1958       | 1. Juni 1958       |

## Finanzminister, Fünfte Republik (1958 bis heute)
| Minister                  | Beginn             | Ende              |
| Antoine Pinay             | 1. Juni 1958       | 13. Januar 1960   |
| Wilfrid Baumgartner       | 13. Januar 1960    | 19. Januar 1962   |
| Valéry Giscard d’Estaing  | 19. Januar 1962    | 8. Januar 1966    |
| Michel Debré              | 8. Januar 1966     | 30. Mai 1968      |
| Maurice Couve de Murville | 30. Mai 1968       | 10. Juli 1968     |
| François-Xavier Ortoli    | 10. Juli 1968      | 16. Juni 1969     |
| Valéry Giscard d’Estaing  | 16. Juni 1969      | 28. Mai 1974      |
| Jean-Pierre Fourcade      | 28. Mai 1974       | 27. August 1976   |
| Raymond Barre             | 27. August 1976    | 5. April 1978     |
| René Monory               | 5. April 1978      | 22. Mai 1981      |
| Jacques Delors            | 22. Mai 1981       | 19. Juli 1984     |
| Pierre Bérégovoy          | 19. Juli 1984      | 20. März 1986     |
| Édouard Balladur          | 20. März 1986      | 12. Mai 1988      |
| Pierre Bérégovoy          | 12. Mai 1988       | 2. April 1992     |
| Michel Sapin              | 2. April 1992      | 29. März 1993     |
| Edmond Alphandéry         | 29. März 1993      | 18. Mai 1995      |
| Alain Madelin             | 18. Mai 1995       | 25. August 1995   |
| Jean Arthuis              | 25. August 1995    | 4. Juni 1997      |
| Dominique Strauss-Kahn    | 4. Juni 1997       | 2. November 1999  |
| Christian Sautter         | 2. November 1999   | 28. März 2000     |
| Laurent Fabius            | 28. März 2000      | 7. Mai 2002       |
| Francis Mer               | 7. Mai 2002        | 31. März 2004     |
| Nicolas Sarkozy           | 31. März 2004      | 28. November 2004 |
| Hervé Gaymard             | 30. November 2004  | 25. Februar 2005  |
| Thierry Breton            | 25. Februar 2005   | 18. Mai 2007      |
| Jean-Louis Borloo         | 18. Mai 2007       | 19. Juni 2007     |
| Christine Lagarde         | 19. Juni 2007      | 29. Juni 2011     |
| François Baroin           | 29. Juni 2011      | 15. Mai 2012      |
| Pierre Moscovici          | 16. Mai 2012       | 31. März 2014     |
| Michel Sapin              | 2. April 2014      | 17. Mai 2017      |
| Bruno Le Maire            | 17. Mai 2017       | 5. September 2024 |
| Antoine Armand            | 21. September 2024 | ? Dezember 2024   |
| Éric Lombard              | 23. Dezember 2024  | amtierend         |